# Alfred Ambler
Alfred G. Ambler (* 28. Mai 1879 in Manchester; † Dezember 1940 ebenda) war ein englischer Fußballspieler.

## Karriere
Ambler spielte als Jugendlicher für die Hawktown Juniors, mit denen er die Ramsbottom and District League sowie die Manchester Junior League gewann. Nach einem Aufenthalt bei Hyde United wechselte er im August 1899 in den Profibereich zu Newton Heath. Sein Debüt in der Football League Second Division gab er zum Saisonauftakt am 2. September 1899 als linker Außenstürmer. Nach einem weiteren Einsatz am folgenden Spieltag, einer 1:2-Niederlage gegen die Bolton Wanderers, bei der er den Treffer seines Teams erzielte, fand er in den folgenden Monaten keine Berücksichtigung mehr. Erst nach mehreren verletzungsbedingten Ausfällen rückte er im März 1900 als Außenläufer wieder in die Mannschaft, eine Position, auf der er sowohl links als auch rechts eingesetzt wurde und auf der er gegen Ende der Saison zu insgesamt sieben Einsätzen kam. In der folgenden Spielzeit 1900/01 lief er für den Klub nur noch einmal auf und wechselte 1902 in den Non-League football zum FC Colne, mit dem er 1905/06 die Meisterschaft in der Second Division der Lancashire Combination gewann, um anschließend erneut in den Profibereich zu Stockport County zu wechseln.
In zwei Spielzeiten für Stockport kam er zu weiteren 24 Einsätzen in der Second Division der Football League, bevor er 1908 nach Südwestengland zu Exeter City wechselte. Exeter hatte sich zur Saison 1908/09 in einen Profiverein umgewandelt und wurde als Nachfolger der Tottenham Hotspur in die oberste Staffel der Southern League aufgenommen. Nach 56 Ligaeinsätzen in zwei Jahren kehrte er 1910 nach Lancashire zurück und schloss sich dort wieder dem FC Colne an.